# The Crown Jewels
The Crown Jewels — бокс-сет английской рок-группы Queen, вышедший в 1998 году.

## О бокс-сете
Издание включает в себя первые восемь студийных альбомов группы: Queen, Queen II, Sheer Heart Attack, A Night at the Opera, A Day at the Races, News of the World, Jazz и The Game. Число 25 на обложке бокс-сета означает юбилей выхода первого альбома группы «Queen.
Бокс сет вышел ровно через 7 лет после смерти вокалиста группы Фредди Меркьюри.
Список альбомов
1. Queen
2. Queen II
3. Sheer Heart Attack
4. A Night at the Opera
5. A Day at the Races
6. News of the World
7. Jazz
8. The Game